# 扶桑町立扶桑中学校
扶桑町立扶桑中学校（ふそうちょうりつ ふそうちゅうがっこう）は、愛知県丹羽郡扶桑町にある市立中学校。扶桑町に2校あるうちの片方であり、もう一方は1982年（昭和57年）に扶桑中学校から分離独立した扶桑町立扶桑北中学校である。

## 歴史

### 年表
- 1947年（昭和22年）4月1日 : 扶桑村立扶桑中学校として創立[1]
- 1948年（昭和23年）1月28日 : 現在地に木造校舎竣工[1]
- 1952年（昭和27年）10月1日 : 扶桑町立扶桑中学校に校名変更[1]
- 1958年（昭和33年）8月19日 : プール竣工[1]
- 1961年（昭和36年）8月24日 : 鉄筋校舎第一期工事竣工[1]
- 1966年（昭和41年）5月20日 : 鉄筋校舎第二期工事竣工[1]
- 1971年（昭和46年）7月12日 : 鉄筋校舎第三期工事竣工[1]
- 1973年（昭和48年）9月12日 : 体育館竣工[1]
- 1976年（昭和51年）3月24日 : 鉄筋校舎第四期工事竣工[1]
- 1978年（昭和53年）2月28日 : 鉄筋校舎第四期工事竣工[1]
- 1982年（昭和57年）4月1日 : 校区が分離されて扶桑町立扶桑北中学校が開校[1]
- 1989年（平成元年）11月28日 : 新プール竣工[1]

### 生徒数の変遷
『愛知県小中学校誌』（2018年）によると、生徒数の変遷は以下の通りである。
| 1947年（昭和22年） | 439人  |  |
| 1957年（昭和32年） | 599人  |  |
| 1967年（昭和42年） | 589人  |  |
| 1977年（昭和52年） | 1157人 |  |
| 1987年（昭和62年） | 857人  |  |
| 1997年（平成9年）  | 534人  |  |
| 2007年（平成19年） | 486人  |  |
| 2017年（平成29年） | 579人  |  |

## 出身者
- 藤川政人（参議院議員、元財務副大臣、元総務大臣政務官、元自由民主党愛知県連会長、28回生）
- 鯖瀬武（第11代扶桑町長、28回生）
- 高瀬統也（シンガーソングライター、64回生）